# Бакун, Роман Антонович
Роман Антонович Бакун — советский хозяйственный и государственный деятель, лауреат Государственной премии СССР за выдающиеся достижения в труде.

## Биография
Родился в 1944 году во Львовской области. Член КПСС.
В 1960—1991 — механизатор, звеньевой механизированного звена колхоза «Здобуток Жовтня» Бусского района Львовской области
За обеспечение устойчивого роста производства картофеля, сахарной свёклы, овощных, технических и других с/х культур, применение прогрессивных технологий и повышение производительности труда был в составе коллектива удостоен Государственной премии СССР за выдающиеся достижения в труде 1983 года.
Жил во Львовской области.

## Награды
- Орден Трудовой Славы II степени[1]
- Орден Трудовой Славы III степени[1]